# Phil Mogg
Phil Mogg (Londres; 15 de abril de 1948) es un músico y compositor inglés, conocido por ser el vocalista y uno de los miembros fundadores de la banda UFO. Además, es tío de Nigel Mogg, bajista de la banda The Quireboys. 

## Carrera
Junto a Andy Parker, Pete Way y Mick Bolton formaron la banda Hocus Pocus en 1968, que luego pasaría a llamarse UFO. Además de fungir como cantante, es el principal compositor de las letras de la gran mayoría de las canciones y junto a Michael Schenker, que estuvo en la banda en algunas etapas, formaron unas de las duplas compositivas rockeras más importante de la década de los setenta.
Es el único miembro original de la banda que ha participado en todos los discos, como también en todas las reuniones desde su primera separación en 1983. A finales de la década de los noventa, junto a Pete Way formó el proyecto Mogg/Way, que solo publicó dos álbumes de estudio. En 2002 formó su propio proyecto llamado $ign of 4, con el que lanzó su primer disco como solista, sin embargo, ha dejado de lado su proyecto personal para enfocarse por completo a UFO.
En mayo de 2018, anunció que desde ese año hasta 2019 UFO se embarcaría en la gira del 50° aniversario, que de acuerdo con él sería su último tour como líder de la banda.

## Discografía
| - véase: Anexo:Discografía de UFO - 1997: Edge of Time - 1999: Chocolate Box | - 2002: Dancing with St. Peter |